# Кёльбинген
Кёльбинген (нем. Kölbingen) — община в Германии, в земле Рейнланд-Пфальц. 
Входит в состав района Вестервальд. Подчиняется управлению Вестербург.  Население составляет 1032 человека (на 31 декабря 2010 года). Занимает площадь 4,07 км².
Коммуна подразделяется на 3 сельских округа.